# Kymella
Kymella is een geslacht van mosdiertjes uit de  familie van de Buffonellidae en de orde Cheilostomatida. De wetenschappelijke naam van het geslacht is voor het eerst geldig gepubliceerd in 1917 door Ferdinand Canu en Ray Smith Bassler.

## Soorten
- Kymella articulata Gontar, 2002
- Kymella polaris (Waters, 1904)